# Noruega en los Juegos Paralímpicos de Seúl 1988
Noruega estuvo representada en los Juegos Paralímpicos de Seúl 1988 por un total de 34 deportistas, 28 hombres y seis mujeres.

## Medallistas
El equipo paralímpico noruego obtuvo las siguientes medallas:
| Nombre | Deporte                   | Evento                              |
| --- | ------------------------- | ----------------------------------- |
| Oro |                           |                                     |
| Siw Kristin Vestengen | Atletismo                 | 200 m C7 femenino                   |
| Siw Kristin Vestengen | Atletismo                 | 400 m C7 femenino                   |
| Mona Ullmann | Atletismo                 | Jabalina B2 femenino                |
| Jørund Gåsemyr | Atletismo                 | Maratón B1 masculino                |
| Noel Pedersen | Natación                  | 50 m braza B3 masculino             |
| Noel Pedersen | Natación                  | 100 m braza B3 masculino            |
| Noel Pedersen | Natación                  | 200 m braza B3 masculino            |
| Håkon Henne | Natación                  | 100 m espalda C3 masculino          |
| Håkon Henne | Natación                  | 100 m libre C3 masculino            |
| Erling Trondsen | Natación                  | 100 m mariposa L4 masculino         |
| Erling Trondsen | Natación                  | 200 m estilos L4 masculino          |
| Plata |                           |                                     |
| Mona Ullmann | Atletismo                 | Peso B2 femenino                    |
| Mona Ullmann | Atletismo                 | Pentatlón B2 femenino               |
| Siw Kristin Vestengen | Atletismo                 | 100 m C7 femenino                   |
| Ragnar Anundsen | Atletismo                 | Disco C4 masculino                  |
| Ragnar Anundsen | Atletismo                 | Peso C4 masculino                   |
| Terje Løvås | Atletismo                 | 1500 m B1 masculino                 |
| Tofiri Kibuuka | Atletismo                 | 5000 m B1 masculino                 |
| Noel Pedersen | Natación                  | 100 m espalda B3 masculino          |
| Noel Pedersen | Natación                  | 200 m estilos B3 masculino          |
| Erling Trondsen | Natación                  | 100 m libre L4 masculino            |
| Svein Bjørnar Simensen Jan Erik Stenberg | Tenis de mesa             | Equipo 1B masculino                 |
| Bronce |                           |                                     |
| Birte Oddny Larsen | Atletismo                 | Peso C7 femenino                    |
| Mona Ullmann | Atletismo                 | Salto de longitud B2 femenino       |
| Tofiri Kibuuka | Atletismo                 | 1500 m B1 masculino                 |
| Terje Løvås | Atletismo                 | 5000 m B1 masculino                 |
| Knut Amundsen | Atletismo                 | Jabalina C7 masculino               |
| Ragnar Anundsen | Atletismo                 | Jabalina C4 masculino               |
| Johnny Kviserud | Ciclismo en ruta          | Ruta 3000 m triciclo C5-6 masculino |
| Mons Terje Skjelvik | Levantamiento de potencia | –67,5 kg coed masculino             |
| Maj Berger Sæther | Natación                  | 100 m espalda L4 femenino           |
| Maj Berger Sæther | Natación                  | 100 m libre L4 femenino             |
| Erling Trondsen | Natación                  | 100 m braza L4 masculino            |
| Noel Pedersen | Natación                  | 400 m estilos B3 masculino          |
| Inger Lise Andersen | Tenis de mesa             | Individual 3 femenino               |
| Svein Bjørnar Simensen | Tenis de mesa             | Individual 1B masculino             |
| Knut Olav Bråthen Erik Halvorsen Ole Kristian Hodnemyr Geir Kjølsrud Geir Martin Kvarsvik Kåre Lyse Lars Møller Jensen Øyvind Olsen Per Willy Ormestad Gaute Rostrup | Voleibol sentado          | Torneo masculino                    |